# Rajd Bosforu 2005
Rajd Fiata 2005 (34. Fiat Rally) – 34. edycja rajdu samochodowego Rajd Bosforu rozgrywanego we Turcji. Rozgrywany był od 9 do 11 września 2005 roku. Była to siódma runda Rajdowych Mistrzostw Europy w roku 2005 oraz szósta runda Rajdowych Mistrzostw Turcji. Składał się z 14 odcinków specjalnych.

## Klasyfikacja rajdu
| Miejsce                      | Kierowca                     | Pilot                        | Samochód                      | Czas                         | Strata                       |                              |
| Klasyfikacja generalna i ERC | Klasyfikacja generalna i ERC | Klasyfikacja generalna i ERC | Klasyfikacja generalna i ERC  | Klasyfikacja generalna i ERC | Klasyfikacja generalna i ERC | Klasyfikacja generalna i ERC |
| ---------------------------- | ---------------------------- | ---------------------------- | ----------------------------- | ---------------------------- | ---------------------------- | ---------------------------- |
| 1.                           | Simon Jean-Joseph            | Jack Boyere                  | Renault Clio S1600            | 2:45:32.8                    | 0.0                          |                              |
| 2.                           | Giandomenico Basso           | Mitia Dotta                  | Fiat Punto S1600              | 2:45:49.8                    | +17.0                        |                              |
| 3.                           | Mirco Baldacci               | Giovanni Bernacchini         | Fiat Punto S1600              | 2:47:10.5                    | +1:37.7                      |                              |
| 4.                           | Renato Travaglia             | Flavio Zanella               | Renault Clio S1600            | 2:49:34.1                    | +4:01.3                      |                              |
| 5.                           | Burak Cukurova               | Aykan Alakoc                 | Renault Clio S1600            | 2:51:19.1                    | +5:46.3                      |                              |
| 6.                           | Hamdi Ünal                   | Kaan Özsenler                | Fiat Palio S1600              | 2:52:32.9                    | +7:00.1                      |                              |
| 7.                           | Ahmet Burkay                 | Bilge Ayan                   | Mitsubishi Lancer Evo VII     | 2:56:08.9                    | +10:36.1                     |                              |
| 8.                           | Burhan Kuru                  | Serdar Kurbanzade            | Subaru Impreza STi N11 Spec C | 2:56:49.6                    | +11:16.8                     |                              |
| 9.                           | Hasan Özseyhan               | Erkan Güleren                | Mitsubishi Lancer Evo VIII    | 3:01:55.9                    | +16:23.1                     |                              |
| 10.                          | Murat Ersönmez               | Burak Erdener                | Subaru Impreza STi N11 Spec C | 3:09:40.4                    | +24:07.6                     |                              |
| Mistrzostwa Turcji           |                              |                              |                               |                              |                              |                              |
| 1.                           | Burak Cukurova               | Aykan Alakoc                 | Renault Clio S1600            | 2:51:19.1                    | 0.00                         |                              |
| 2.                           | Hamdi Ünal                   | Kaan Özsenler                | Fiat Palio S1600              | 2:52:32.9                    | +1:13.8                      |                              |
| 3.                           | Ahmet Burkay                 | Bilge Ayan                   | Mitsubishi Lancer Evo VII     | 2:56:08.9                    | +4:49.8                      |                              |
| 4.                           | Burhan Kuru                  | Serdar Kurbanzade            | Subaru Impreza STi N11 Spec C | 2:56:49.6                    | +5:30.5                      |                              |
| 5.                           | Hasan Özseyhan               | Erkan Güleren                | Mitsubishi Lancer Evo VIII    | 3:01:55.9                    | +10:36.8                     |                              |
| 6.                           | Murat Ersönmez               | Burak Erdener                | Subaru Impreza STi N11 Spec C | 3:09:40.4                    | +18:21.3                     |                              |